# هوي ليفينغستون
هوي ليفينغستون (بالإنجليزية: Howie Livingston)‏ هو لاعب كرة قدم أمريكية أمريكي، ولد في 15 مايو 1922 في لوس أنجلوس في الولايات المتحدة، وتوفي في 27 يوليو 1994.

## وصلات خارجية
- هوي ليفينغستون على موقع مرجع كرة القدم المحترفة.كوم (الإنجليزية)